# 차오양 공원역
차오양 공원역(중국어: 朝阳公园站) 또는 차오양궁위안역은 중국 베이징시 차오양구 마이쯔뎬 가도·류리툰 가도 접경의 톈수이위안가·차오양 공원 남로 교차로에 위치하는 베이징 지하철 3호선과 14호선의 환승역이다. 14호선 역이 위치한 구간이 2014년 12월 28일 개통되었지만, 공사 진행으로 인하여 열차는 무정차 통과하였고, 2016년 12월 31일에 개통되었다. 2024년 12월 15일에 3호선 1단계 구간이 개통되었다.

## 위치
차오양 공원역은 차오양 공원 남로(동서 방향)와 톈수위안가(남쪽 방향)가 만나는 T자형 교차로 지하의 차오양 공원 남문에 위치한다. 3호선 역은 교차로 동쪽에 동서 방향으로 배치되어 있고, 14호선 역은 남북 방향으로 교차로를 가로질러 배치된 구조이다.

## 역 구조
차오양 공원역의 두 노선 모두 지하 역사이다. 14호선 역사는 섬식 승강장으로 설계된 2층 건물의 지하역으로 양끝 부분은 오픈컷 공법, 중간 부분은 복개 공법으로 시공되었다.
표준 구간 베이스 플레이트의 깊이는 18m, 중앙 커버의 두께는 4m로 매설되어 있다. 3호선 환승 통로는 14호선 승강장 중간에 위치한다.

### 층별 구조
| 지면     |                                 | A-G출입구                          |
| 지하 1층 | 14호선 대합실                   | 보안 검색대, 자동 발매기, 고객센터 |
| 지하 2층 | 3호선 대합실                    | 보안 검색대, 자동 발매기, 고객센터 |
| 지하 2층 | ←                               | ■ 14호선 장궈좡 방면 (진타이루)    |
| 지하 2층 | 섬식 승강장, 왼쪽 출입문이 열림 |                                    |
| 지하 2층 | →                               | ■ 14호선 산거좡 방면 (짜오잉)      |
| 지하 3층 | ←                               | ■ 3호선 둥쓰스탸오 방면 (퇀제후)   |
| 지하 3층 | 섬식 승강장, 왼쪽 출입문이 열림 |                                    |
| 지하 3층 | →                               | ■ 3호선 둥바베이 방면 (스포잉)     |

### 대합실
14호선 차오양 공원역은 톈수이가(甜水园街)의 T자형 교차로 남북으로 대합실이 있다. 남 대합실에는 승강장으로 연결되는 엘리베이터가 있다. 3호선 대합실은 톈수이가 북구 동쪽에 위치하며 차오양 공원 남로를 따라 동서로 연결된다.

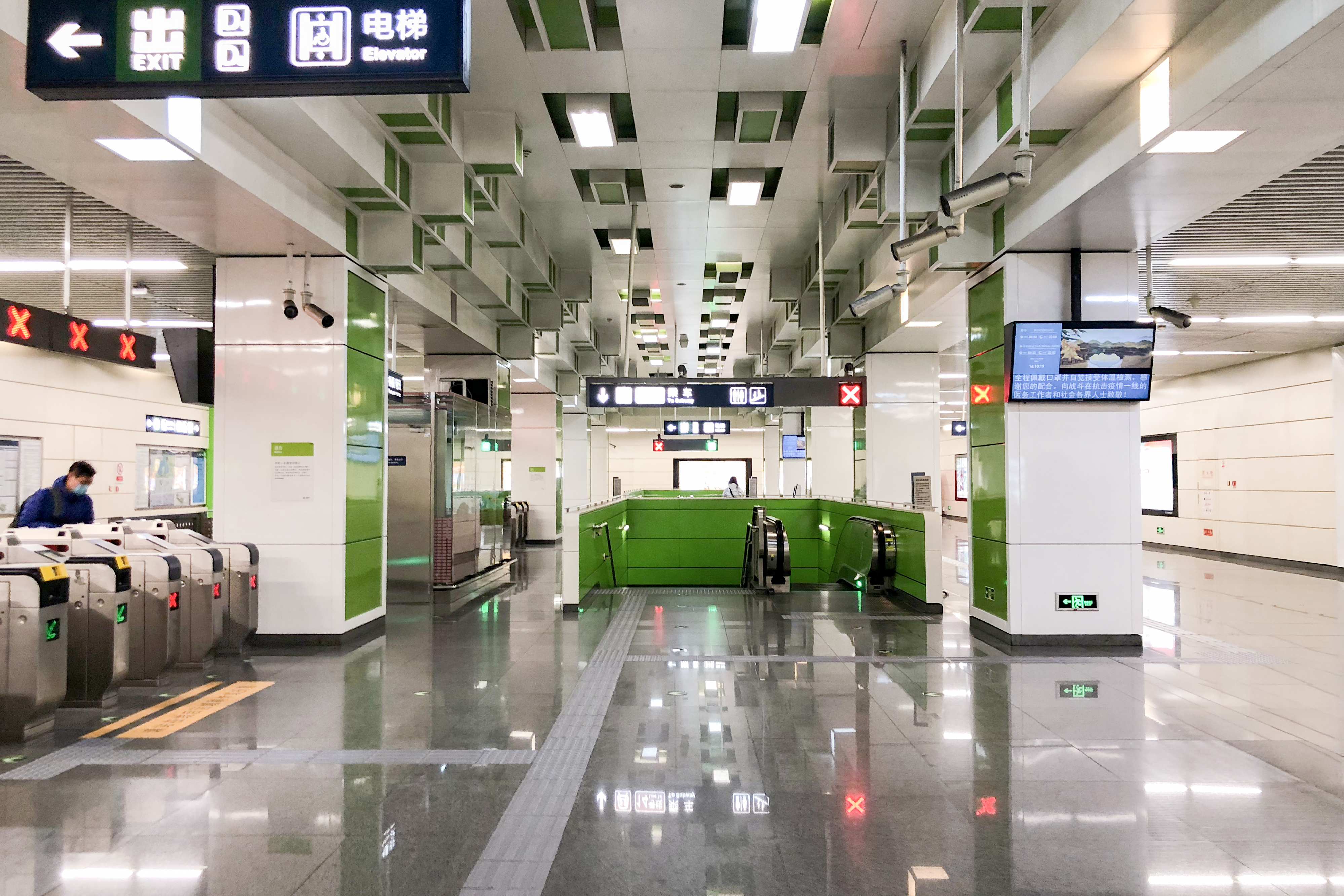
차오양 공원역 14호선 남 대합실 (2020년 12월 촬영)
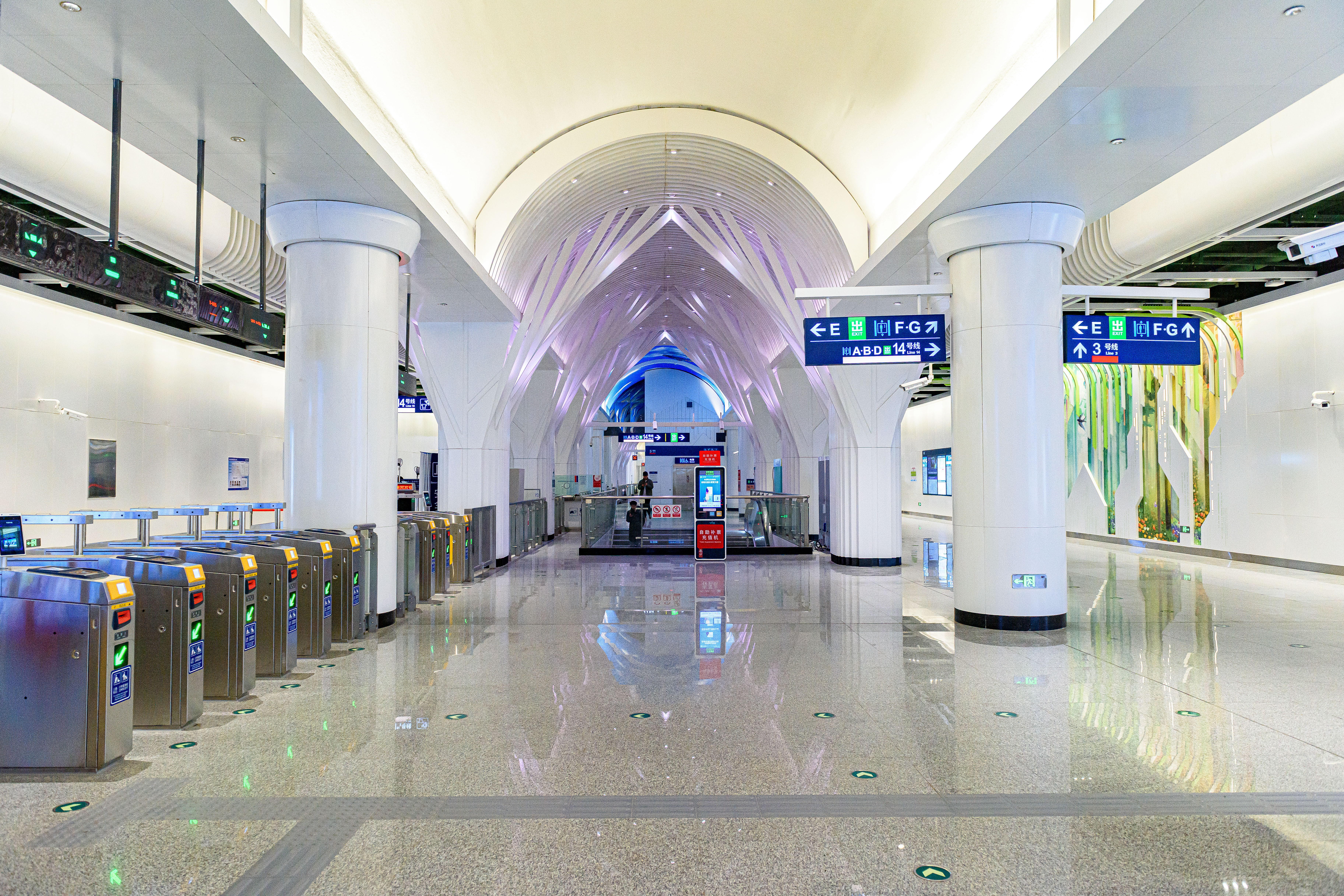
차오양 공원역 3호선 대합실 (2024년 12월 촬영)

### 승강장
14호선 차오양 공원역은 톈수안가 지하에 섬식 승강장이 있으며 승강장 중앙에 환승 통로가 구비되어 있다. 이 역의 북동쪽에는 3호선과 14호선을 연결하는 연결선이 존재한다.

### 환승 유선
3호선 대합실 서쪽 끝에 14호선으로 환승 가능한 출입구가 있다. 14호선 역사의 동쪽으로 올라가면 2개의 통로가 갈라져 대합실이 북과 남으로 이어진다. 14호선은 3호선으로 환승하여 14호선 승강장 중앙 부분을 거쳐 내려가다가 동쪽으로 3호선 승강장으로 진입하여 환승이 가능하다.

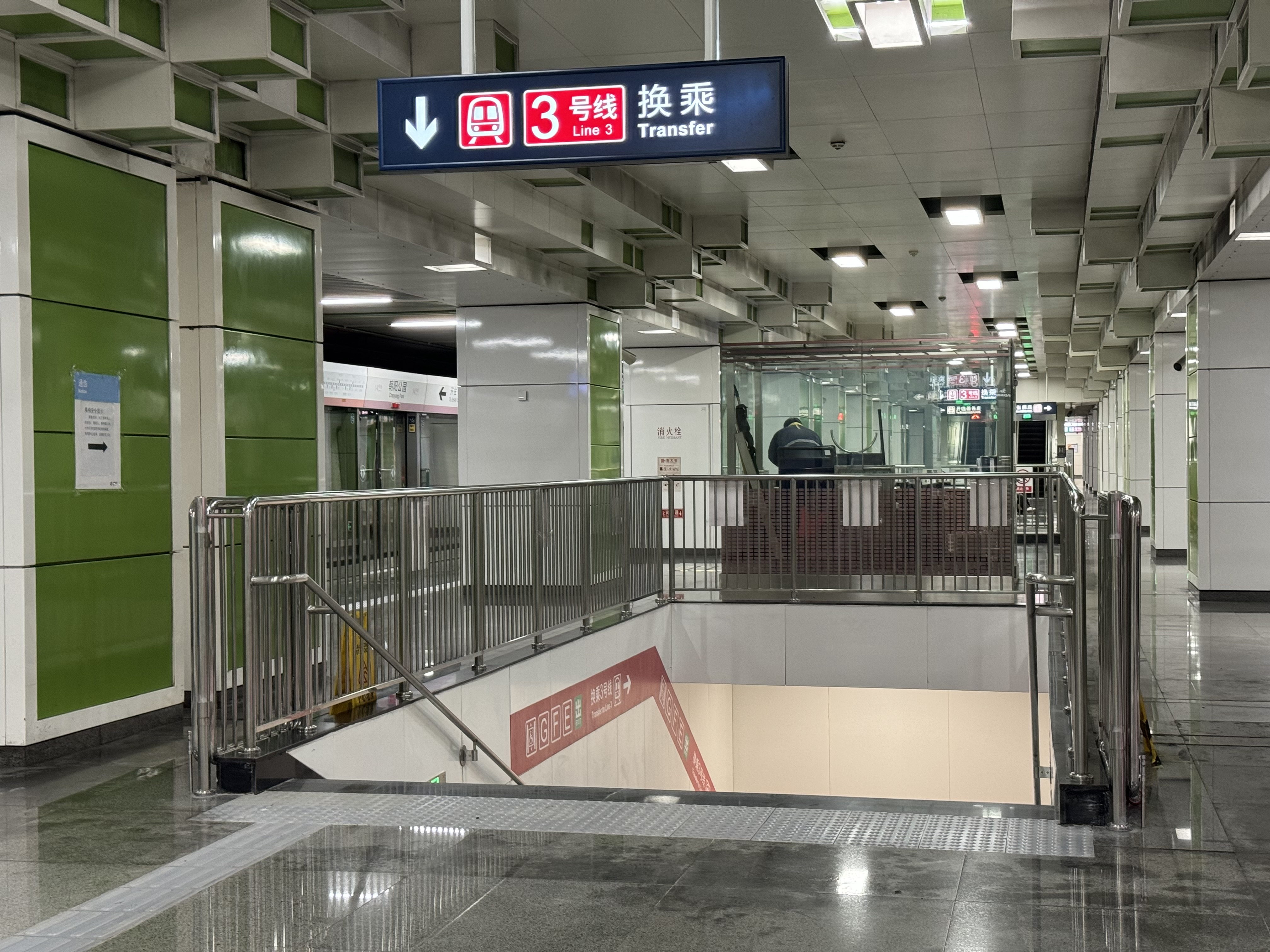
14호선 승강장 중앙에서 3호선으로의 환승 통로
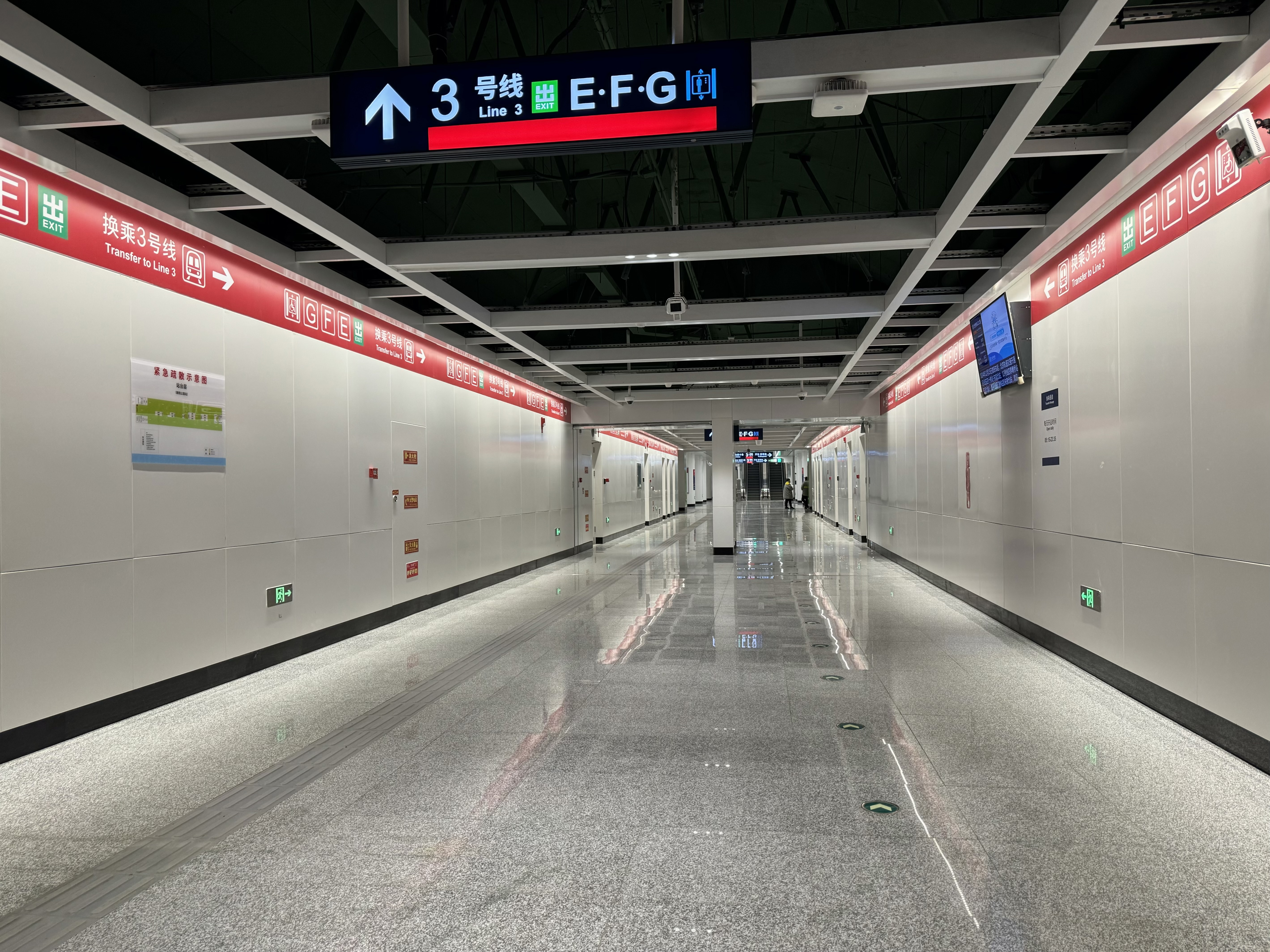
14호선에서 3호선으로의 환승 통로 (2024년 12월 촬영)
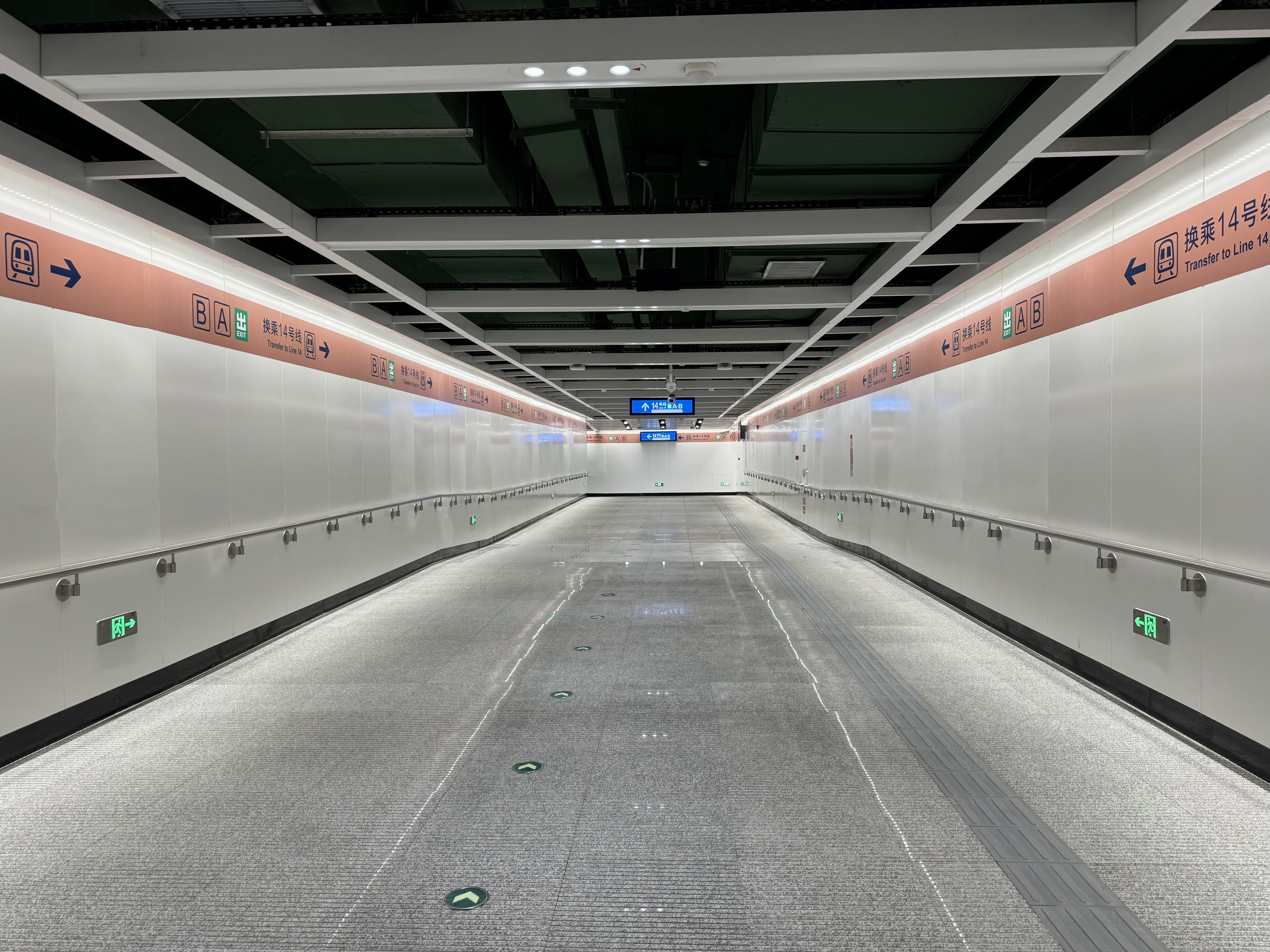
3호선에서 14호선으로의 환승 통로 (2024년 12월 촬영)

## 출입구
|                         |                                |                                                       |      |           |
|                         |                                |                                                       |      |           |
| 출구                    | 지시                           | 목적지                                                | 사진 | 편의 시설 |
| ■ 14호선에 연결         |                                |                                                       |      |           |
| 出口 · A                |                                | 차오양 공원(朝阳公园), 차오양 공원 남로(朝阳公园南路) |      | 빈칸      |
| 出口 · B                |                                | 차오양 공원(朝阳公园), 차오양 공원 남로(朝阳公园南路) |      | 빈칸      |
| 出口 · D · 1            | 톈수이위안가(甜水园街)         |                                                       |      | 빈칸      |
| 出口 · D · 2            | 차오양 공원 남로(朝阳公园南路) |                                                       |      |           |
| ■ 3호선에 연결          |                                |                                                       |      |           |
| 出口 · E                | 차오양 공원 남로(朝阳公园南路) |                                                       |      | 빈칸      |
| 出口 · F                | 차오양 공원 남로(朝阳公园南路) |                                                       |      |           |
| 出口 · G · 1            | 차오양 공원 남로(朝阳公园南路) |                                                       |      | 빈칸      |
| 出口 · G · 2            | 차오양 공원 남로(朝阳公园南路) |                                                       |      |           |
| 아이콘 설명: 엘리베이터 |                                |                                                       |      |           |

## 역사
2007년에 승인된 "베이징시 성시 쾌속궤도교통 최근 건설계획" 중 14호선은 당초 차오양 공원을 통과하도록 계획되어 있다. 2009년 6월에는 지하철 14호선 계획이 승인되었으며, 시다왕로에서 차오양 공원 구간도 포함되었다.
14호선 착공 이후 이 역은 18공구로 지정되었다. 톈수위안가와 차오양 공원 남로는 모두 중요한 교통 도로이고 지하 파이프라인이 복잡하기 때문에 이 역의 건설 계획은 종방향 역전, 복개 및 굴착 방식으로 채택되었다.
2014년에는 사업 진행 지연으로 인해 14호선 북동부 구간과 함께 차오양 공원역이 개통하지 못했고, 14호선 일부가 2016년 12월 31일에 개통되었을 때 개장했다.
2024년 8월 25일 3호선 환승 통로를 구축하기 위해 14호선 승강장 중앙의 환승 통로를 폐쇄하고 동년 12월 10일에 울타리를 제거했다.

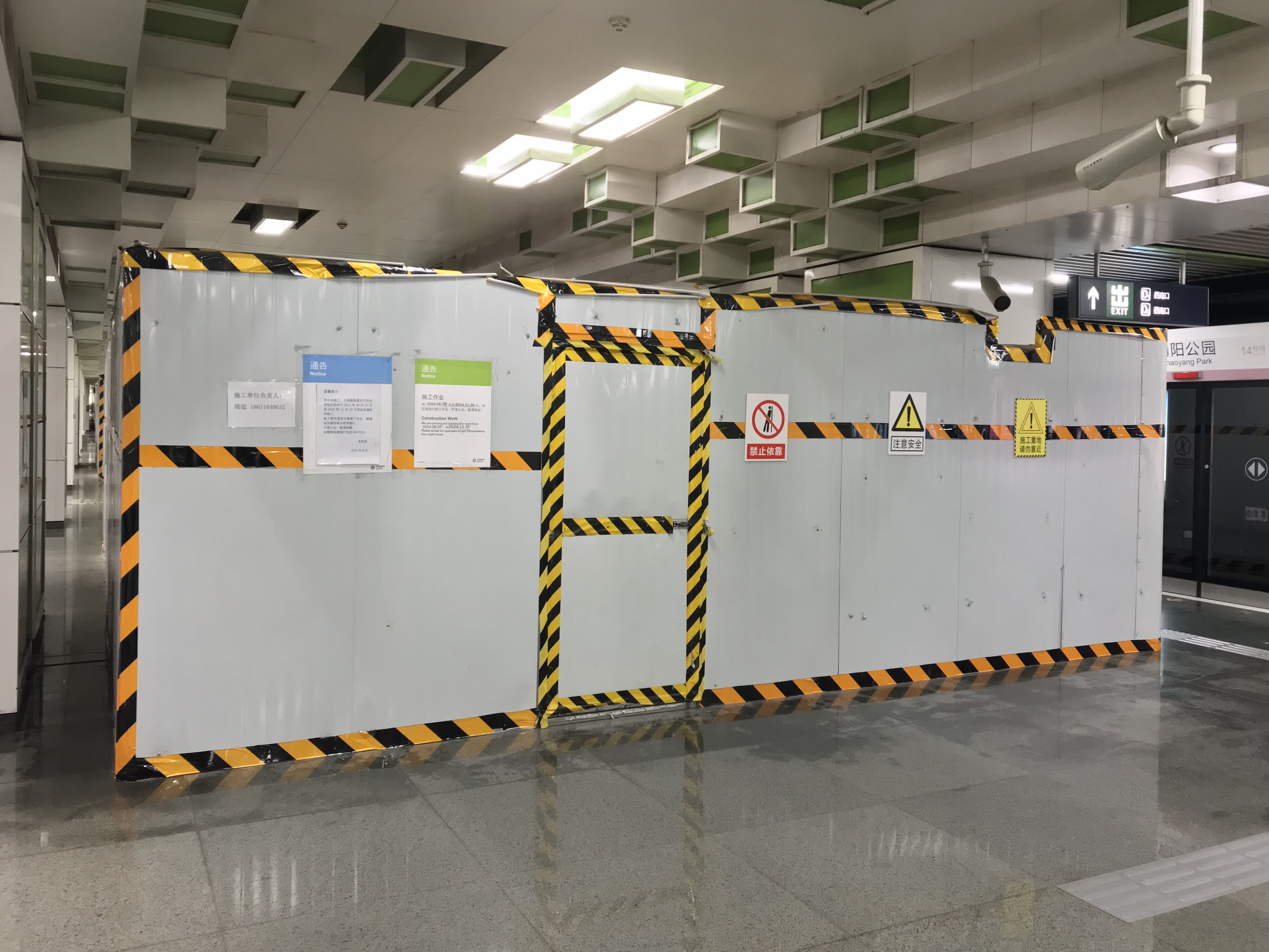
14호선 승강장 중앙에 건설 중인 환승 통로 (2024년 11월 촬영)
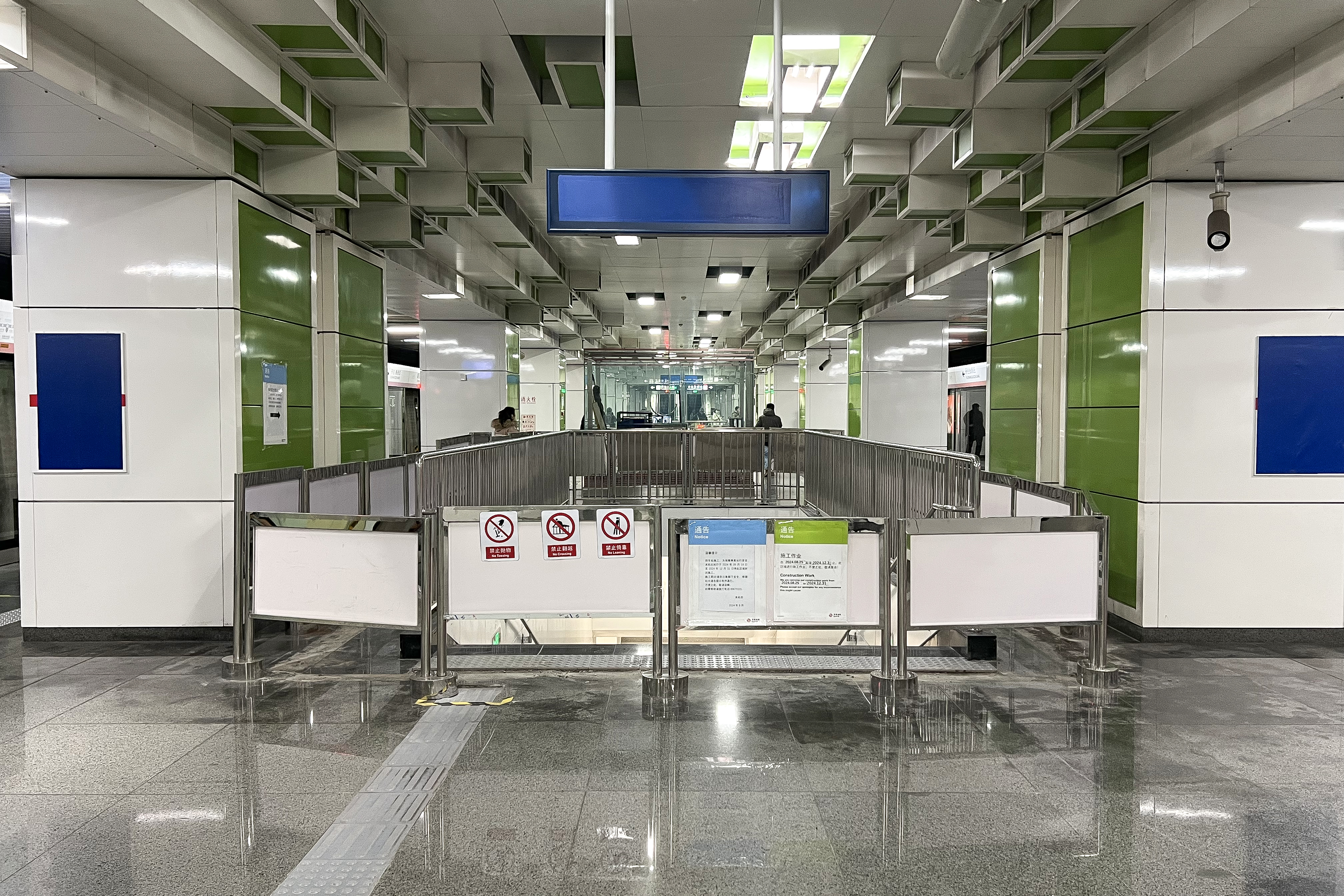
14호선 승강장 중앙 미개방 상태의 환승 통로 (2024년 12월 11일 촬영)